# Albert Frederic de Barby-Mühlingen
Albert Frederic de Barby-Mühlingen (en alemany Albrecht Friedrich von Barby und Mühlingen) va néixer a Rosenburg (Alemanya) el 28 de febrer de 1597 i va morir a la mateixa ciutat el 7 de desembre de 1641. Era un noble alemany, fill del comte de Barby Jobst (1544-1609) i de Sofia de Schwarzburg-Rudolstadt (1579-1630).
A partir de l'octubre de 1605, Albert Frederic i el seu germà Jost Gunther van iniciar els seus estudis a la Universitat de Wittenberg. Quan va morir el seu pare, el 1609, la seva mare va governar en solitari el comtat fins a la seva mort, el 1630. Tots dos germans van administrar conjuntament el seu patrimoni fins a la divisió amistosa de 1641. A partir de llavors, el comte Albert Frederic va esdevenir propietari únic dels dominis de Rosenburg i de Mühlingen.

## Matrimoni i fills
El 17 de març de 1633 es va casar amb Sofia Úrsula d'Oldenburg (1601-1642), filla d'Antoni II d'Oldenburg (1550-1619) i de Sibil·la Elisabet de Brunsvic-Luneburg (1576-1630). El matrimoni va tenir quatre fills: 
- Cristina Elisabet (1634-1681), casada amb Rodolf August de Brunsvic-Wolfenbüttel (1627-1704)
- Justina Sofia (1636-1677), casada amb Enno Lluís de Friesland (1632-1660).
- Emília Juliana (1637-1706), casada amb el comte Albert Antoni de Schwarzburg-Rudolstadt (1641-1710).
- Antònia Sibil·la (1641-1684), casada amb Cristià Guillem de Schwarzburg-Sondershausen (1647-1721).